# Weltmeisterschaften im Gewichtheben 1986
Die 60. Weltmeisterschaften im Gewichtheben der Männer fanden vom 8. bis 15. November 1986 in der bulgarischen Hauptstadt Sofia statt. An den von der International Weightlifting Federation (IWF) im Zweikampf (Reißen und Stoßen) ausgetragenen Wettkämpfen nahmen 193 Gewichtheber aus 41 Nationen teil.

## Medaillengewinner

### Männer

#### Klasse bis 52 Kilogramm
| Disziplin | Gold             | Gold     | Silber             | Silber   | Bronze             | Bronze   |
| --------- | ---------------- | -------- | ------------------ | -------- | ------------------ | -------- |
| Reißen    | Jacek Gutowski   | 115,0 kg | He Zhuoqiang       | 112,5 kg | Lyu Jun-sik        | 112,5 kg |
| Stoßen    | Sewdalin Marinow | 145,0 kg | Oleksij Kolokolzew | 140,0 kg | Jacek Gutowski     | 137,5 kg |
| Zweikampf | Sewdalin Marinow | 257,5 kg | Jacek Gutowski     | 252,5 kg | Oleksij Kolokolzew | 250,0 kg |

#### Klasse bis 56 Kilogramm
| Disziplin | Gold          | Gold     | Silber         | Silber   | Bronze         | Bronze   |
| --------- | ------------- | -------- | -------------- | -------- | -------------- | -------- |
| Reißen    | He Yingqiang  | 127,5 kg | Mitko Grablew  | 127,5 kg | Lai Runming    | 127,5 kg |
| Stoßen    | Mitko Grablew | 162,5 kg | Oksen Mirzoyan | 160,0 kg | He Yingqiang   | 160,0 kg |
| Zweikampf | Mitko Grablew | 290,0 kg | He Yingqiang   | 287,5 kg | Oksen Mirzoyan | 285,0 kg |

#### Klasse bis 60 Kilogramm
| Disziplin | Gold             | Gold     | Silber        | Silber   | Bronze       | Bronze   |
| --------- | ---------------- | -------- | ------------- | -------- | ------------ | -------- |
| Reißen    | Naum Schalamanow | 147,5 kg | Attila Czanka | 130,0 kg | Ye Huanming  | 127,5 kg |
| Stoßen    | Naum Schalamanow | 187,5 kg | Andreas Letz  | 160,0 kg | Kim Yong-su  | 160,0 kg |
| Zweikampf | Naum Schalamanow | 335,0 kg | Attila Czanka | 290,0 kg | Andreas Letz | 285,0 kg |

#### Klasse bis 67,5 Kilogramm
| Disziplin | Gold           | Gold     | Silber         | Silber   | Bronze        | Bronze   |
| --------- | -------------- | -------- | -------------- | -------- | ------------- | -------- |
| Reißen    | Michail Petrow | 155,0 kg | Stefan Topurov | 152,5 kg | Andreas Behm  | 150,0 kg |
| Stoßen    | Michail Petrow | 187,5 kg | Stefan Topurov | 185,0 kg | Xiao Minglin  | 180,0 kg |
| Zweikampf | Michail Petrow | 342,5 kg | Stefan Topurov | 337,5 kg | Marek Seweryn | 322,5 kg |

#### Klasse bis 75 Kilogramm
| Disziplin | Gold               | Gold     | Silber             | Silber   | Bronze        | Bronze   |
| --------- | ------------------ | -------- | ------------------ | -------- | ------------- | -------- |
| Reißen    | Borislaw Gidikow   | 167,5 kg | Alexander Warbanow | 165,0 kg | Andrei Socaci | 157,5 kg |
| Stoßen    | Alexander Warbanow | 212,5 kg | Borislaw Gidikow   | 205,0 kg | Andrei Socaci | 192,5 kg |
| Zweikampf | Alexander Warbanow | 377,5 kg | Borislaw Gidikow   | 372,5 kg | Andrei Socaci | 350,0 kg |

#### Klasse bis 82,5 Kilogramm
| Disziplin | Gold         | Gold     | Silber           | Silber   | Bronze                               | Bronze   |
| --------- | ------------ | -------- | ---------------- | -------- | ------------------------------------ | -------- |
| Reißen    | Assen Slatew | 180,0 kg | Israil Arsamakow | 177,5 kg | László Barsi                         | 175,0 kg |
| Stoßen    | Assen Slatew | 225,0 kg | Enrique Sabari   | 215,0 kg | Sdrawko Stoitschkow Israil Arsamakow | 212,5 kg |
| Zweikampf | Assen Slatew | 405,0 kg | Israil Arsamakow | 390,0 kg | László Barsi                         | 385,0 kg |

#### Klasse bis 90 Kilogramm
| Disziplin | Gold             | Gold     | Silber          | Silber   | Bronze          | Bronze   |
| --------- | ---------------- | -------- | --------------- | -------- | --------------- | -------- |
| Reißen    | Anatoli Chrapaty | 185,0 kg | Zoltán Balázsfi | 185,0 kg | Wiktor Solodow  | 180,0 kg |
| Stoßen    | Anatoli Chrapaty | 227,5 kg | Wiktor Solodow  | 227,5 kg | Sławomir Zawada | 210,0 kg |
| Zweikampf | Anatoli Chrapaty | 412,5 kg | Wiktor Solodow  | 407,5 kg | Zoltán Balázsfi | 392,5 kg |

#### Klasse bis 100 Kilogramm
| Disziplin | Gold      | Gold     | Silber        | Silber   | Bronze       | Bronze   |
| --------- | --------- | -------- | ------------- | -------- | ------------ | -------- |
| Reißen    | Nicu Vlad | 200,0 kg | Boris Seregin | 192,5 kg | Andor Szanyi | 187,5 kg |
| Stoßen    | Nicu Vlad | 237,5 kg | Boris Seregin | 237,5 kg | Andor Szanyi | 225,0 kg |
| Zweikampf | Nicu Vlad | 437,5 kg | Boris Seregin | 430,0 kg | Andor Szanyi | 412,5 kg |

#### Klasse bis 110 Kilogramm
| Disziplin | Gold               | Gold     | Silber         | Silber   | Bronze       | Bronze   |
| --------- | ------------------ | -------- | -------------- | -------- | ------------ | -------- |
| Reißen    | Juri Sacharewitsch | 200,0 kg | Sergey Nagirny | 192,5 kg | József Jacsó | 182,5 kg |
| Stoßen    | Juri Sacharewitsch | 247,5 kg | Sergey Nagirny | 235,0 kg | József Jacsó | 232,5 kg |
| Zweikampf | Juri Sacharewitsch | 447,5 kg | Sergey Nagirny | 427,5 kg | József Jacsó | 415,0 kg |

#### Klasse über 110 Kilogramm
| Disziplin | Gold              | Gold     | Silber            | Silber   | Bronze             | Bronze   |
| --------- | ----------------- | -------- | ----------------- | -------- | ------------------ | -------- |
| Reißen    | Antonio Krastew   | 215,0 kg | Leonid Taranenko  | 200,0 kg | Robert Skolimowski | 187,5 kg |
| Stoßen    | Manfred Nerlinger | 245,0 kg | Antonio Krastew   | 245,0 kg | Robert Skolimowski | 222,5 kg |
| Zweikampf | Antonio Krastew   | 460,0 kg | Manfred Nerlinger | 430,0 kg | Robert Skolimowski | 410,0 kg |